# Franz Johann Joseph von Reilly
Franz Johann Joseph von Reilly (ur. 18 sierpnia 1766 w Wiedniu, zm. 6 czerwca 1820 tamże) – austriacki kartograf i pisarz, wydawca map i atlasów.

## Życiorys
Był synem ochmistrza dworu wiedeńskiego i pod wpływem ojca przez pierwsze lata dorosłego życia pracował jako urzędnik. Później zmienił zawód i zajął się działalnością wydawniczą. Pierwszy atlas geograficzny opublikował w roku 1789, w roku 1792 otworzył w rodzinnym mieście własne przedsiębiorstwo („Landkarten- und Kunstwerke-Verschleiß-Komptoir”, później przemianowane na „Geographisches Verschleiß-Komptoir”) specjalizujące się głównie w publikacji map i atlasów, które szybko stało się czołowym w Austrii wydawcą dzieł kartograficznych. Istniało ono aż do 1806 r. Wydał setki map, w tym:
- Schauplaz der fünf Theile der Welt (1789–1806) – największy pod względem liczby map atlas kiedykolwiek wydany w Austrii, planowany jako atlas świata, ale udało się opublikować tylko część europejską, zilustrowaną ponad 800 mapami[2][3].
- Grosser deutscher Atlas (1794–1796) – najstarszy opublikowany austriacki atlas świata[2].
- Atlas Universae Rei Veredariae (1799) – zawierający 40 map atlas dróg oraz stacji pocztowych Europy i zachodniej Syberii, będący pierwszym w Europie atlasem pocztowym[1].

Od przełomu XVIII/XIX w., a zwłaszcza po upadku swojego wydawnictwa kartograficznego Reilly zajął się pisarstwem, tworząc zarówno poezje, jak i prozę. Oprócz utworów dla dzieci, wierszy, pisanych prozą humorystycznych fraszek, biografii wodzów austriackich napisał też zaangażowany utwór polityczny (Sinn- und Herzmann... 1809), popierający demokrację, wolność słowa i Napoleona, a krytyczny wobec systemu panującego wówczas w Austrii.
Jest autorem następujących utworów literackich:
- 1801 Bibliothek der Scherze (6 Bände)
- 1808 Bilder-Zeitung für Kinder (sechssprachig)
- 1809 Sinn- und Herzmann, oder Wer herrscht nun in Oesterreich?
- 1809 Catechism der neuesten Erdbeschreibung (wyd. drugie w 1818)
- 1810 Auf die Vermählung Napoleons und Ludovikens
- 1813 Noradin oder Feen-Helden-Ritter- und Romanen-Spiegel (wyd. drugie w 1814)
- 1813 Skizzirte Biographien der berühmtesten Feldherren Oesterreichs von Maximilian I. bis auf Franz II.
- 1816 Sinngedichte in drey Büchern (wyd. drugie w 1819)

Miał żonę i syna, jednak oboje zmarli jeszcze za jego życia.